# Sophie Otiende

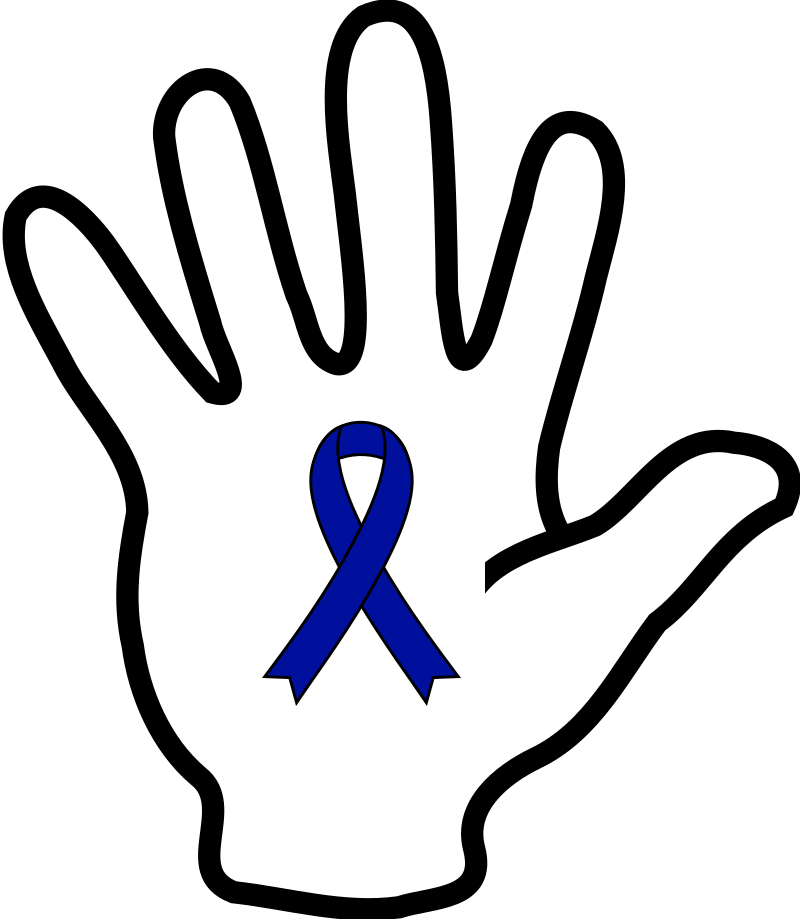
Symbol gegen Menschenhandel und Sklaverei

Sophie Otiende ist eine international ausgezeichnete Menschenrechtsaktivistin aus Kenia, die sich weltweit für die Opfer von Menschenhandel und Sex trafficking einsetzt. Die studierte Betriebswirtin ist Vizepräsidentin der internationalen Global Commission on Modern Slavery & Human Trafficking, Vorstandsvorsitzende des Global Fund to End Modern Slavery (GFEMS) und Gründerin von Azadi, einer der ersten von Betroffenen geleiteten Gruppen in Kenia.

## Kindheit und Jugend
Sophie Otiende wuchs auf in Eastlands, einem Viertel in Kenias Hauptstadt Nairobi. Als sie von der Grundschule auf die High School wechseln sollte, verlor ihr Vater seinen Arbeitsplatz und konnte die Schulgebühren seiner Tochter nicht mehr bezahlen. Die Familie suchte eine preiswertere Schule in der Kleinstadt Kakamega und brachte Sophie dort bei einem Onkel unter. Dieser Aufenthalt wurde dem Mädchen zum Verhängnis. In einem Interview schilderte sie, was ihr widerfahren war:

„Als ich 13 war, hielt mich ein Verwandter, statt mich zur Schule zu bringen, ein Jahr lang in seinem Haus fest, wo ich fast täglich körperlich und sexuell missbraucht wurde. […] Ich musste früh aufstehen und ging spät ins Bett, weil ich die ganze Zeit arbeitete. Nachts wurde ich auch von einigen Leuten, die im Haus meines Onkels wohnten, sexuell missbraucht. Es gibt ein paar Dinge, an die ich mich aus diesem Jahr erinnere: Ich war nicht in der Lage zu weinen, ich fragte mich, warum ich noch lebte, ich war wie betäubt von all dem Schmerz.“

Nach elf Monaten der Ausbeutung und des sexuellen Missbrauch erfuhren die Eltern durch einen Zufall, was ihrer Tochter zugestoßen war, und nahmen sie nach Hause zurück. Nach ihrer Befreiung ging Sophie wieder zur Schule und studierte anschließend Betriebswissenschaft und Erziehungswissenschaft an der Kenyatta University in Kenia. Sie schloss mit einem Bachelor in Betriebswirtschaftslehre ab.

## Beruf und Engagement
Weltweit bekannt wurde Sophie Otiende für ihr Engagement gegen Menschenhandel und sexuelle Ausbeutung. Nach Angaben der Internationalen Arbeitsorganisation (ILO) steigt die Zahl der Menschen, die in sklavereiähnlichen Abhängigkeiten steckten, kontinuierlich an. Im Jahr 2021 waren, verglichen mit 2016, bereits 10 Millionen mehr Menschen von Formen einer modernen Sklaverei betroffen. Darunter befanden sich unverhältnismäßig viele Frauen und Kinder.
Zunächst arbeitete Otiende als Regional Operations Manager (Afrika) bei Liberty Shared, einer asiatischen Nichtregierungsorganisation (NGO), die weltweit Projekte zur Bekämpfung des Menschenhandels betreut.
Ab 2014 war sie als Vorstandsmitglied und Beraterin bei der Organisation HAART (Awareness Against Human Trafficking, deutsch: Sensibilisierung gegen Menschenhandel) tätig, einer NGO mit Sitz in Nairobi, die sich in der Bekämpfung des Menschenhandels in Ostafrika engagiert. Dort betreute sie mehr als 400 Opfer von Menschenhandel, erarbeitete Standards für die Betreuung von Überlebenden, half beim Aufbau eines Schutzprogramms, koordinierte die Unterstützung der Opfer und kooperierte mit der Polizei, um gegen Menschenhandel vorzugehen.
Ab 2020 war sie als Director of Consulting für die Survivor Alliance, eine Vereinigung von Überlebenden, tätig. Parallel dazu gründete sie die Gruppe Azadi („Freiheit“), eine ausschließlich von Überlebenden geleitete Initiative in Kenia, die Betroffene von Menschenhandel betreut und deren Kompetenzen fördert, damit sie sich im Bereich der Menschenrechte engagieren können.
Im Jahr 2022 wurde sie Vorstandsmitglied des Global  Fund to End Modern Slavery (GFEMS), einer internationalen NGO, die Regierungen weltweit auffordert, Mittel für die Bekämpfung von Menschenhandel und moderner Sklaverei bereitzustellen. In ihrer Antrittsrede konzentrierte sie sich auf die Erfahrungen der Überlebenden. Unter ihrer Leitung stellte die GFEMS am 25. Januar 2023 eine verbesserte Strategie vor.
Bei internationalen Konferenzen zum Thema Menschenhandel wird Otiende häufig als Hauptrednerin eingeladen. Für die UN und mehrere Länder, darunter die USA, das Vereinigte Königreich und die Europäische Union (EU), war und ist sie als Beraterin zur Bekämpfung von Menschenhandel und sexueller Ausbeutung tätig.

## Otiendes Ansatz
Sophie Otiende wurde bekannt für einen Ansatz, der die Überlebenden von Menschenhandel ins Zentrum rückt und sie als Handelnde in die Bekämpfung von Menschenhandel und sexueller Ausbeutung einbezieht. Bis dahin verfolgten die meisten Organisationen in diesem Bereich die klassische Vier-P-Strategie der Vereinten Nationen (UN): Strafverfolgung, Opferschutz und Prävention („Four Ps“ steht für Prevention, Protection, Prosecution, Partnership).
Als Betroffene brachte Otiende eine Perspektive ein, die sich von den bisherigen Methoden unterschied. Da die Fachkräfte in der Regel nicht über eigene Erfahrungen mit moderner Sklaverei verfügten, wurden die Opfer von Menschenhandel in diesen Schutzprogrammen meist nur als Hilfsempfänger betrachtet. Diese Strategie, so Otiende, versetze die Betroffenen erneut in eine hilflose Situation und könne ihr Trauma verstärken.
Im Gegensatz dazu legt Otiende Wert darauf, von Menschenhandel und sexueller Sklaverei Betroffene in Entscheidungsprozesse und in Führungsrollen einzubeziehen. Sie entwickelte entsprechende Trainingsprogramme und schuf Strukturen, in denen Betroffene selbst mitgestalten können, was deren Eigenständigkeit und Fähigkeit zur Selbstvertretung fördert. Wenn die Perspektive der Überlebenden im Mittelpunkt der Arbeit steht, wird laut Otiende die Hilfe individueller, nachhaltiger und menschenzentrierter gestaltet. Dieser Ansatz wurde mittlerweile auch in die Empfehlungen des Europäischen Rats übernommen.
In einem Interview sagte Otiende einmal:

„Ich habe meine Geschichte nie als etwas Besonderes angesehen. Das liegt vielleicht aber auch daran, dass ich sie ständig zu hören bekomme. […] Laut dem Global Slavery Index sind mehr als 40 Millionen Menschen weltweit von Menschenhandel, oder – wie die meisten es heute nennen – moderner Sklaverei betroffen. Das bedeutet: Es gibt mehr als 40 Millionen Menschen, die ähnliche Erfahrungen wie ich gemacht haben.“

## Auszeichnungen
Im TIP-Bericht über Menschenhandel des US-Außenministeriums wurde Sophie Otiende zur „Heldin des Jahres 2020“ ernannt. Die amerikanische Nichtregierungsorganisation Vital Voices Global Partnership in Washington ernannte sie zur „Fellow 2022“. Im Jahr 2025 wurde Otiende erneut als „Vital Voices Fellow“ ausgezeichnet.

## Schriften
- Sophie Otiende, Shukri Dass, Pauliina Sillfors: Combating child trafficking: a manual for teachers. In: Awareness Against Human Trafficking (HAART), Nairobi, Kenya 2016 (überarbeitete Auflage 2018)
- Sophie Otiende, Yasmin Manji: Awareness Against Human Trafficking (HAART). Nairobi, Kenya, 2018.